# Neacomys minutus
Neacomys minutus är en gnagare i släktet borstrisråttor som förekommer i nordvästra Brasilien och kanske i angränsande regioner av Peru.
Arten når en kroppslängd (huvud och bål) av 6,5 till 7,6 cm och en svanslängd av 7,0 till 8,4 cm. Den borstiga pälsen på ovansidan är mörk orange med några svarta hår inblandade. Öronen är upp till 1,3 cm stora.
Djuret förekommer vid floden Juruá i västra Amazonområdet. Regionen är täckt av regnskog, delvis på fast mark och delvis på mark som översvämmas tidvis.
Antagligen kan honor para sig under alla årstider. En kull har vanligen tre ungar. Det första pälsbytet var inte avslutad hos unga könsmogna exemplar. Dessutom hade dessa individer inga slitna tänder. Troligen infaller könsmognaden tidigt i livet.
Inga hot för beståndet är kända. IUCN listar Neacomys minutus som livskraftig (LC).